# Essential Mix
Essential Mix – cotygodniowa audycja w brytyjskim radiu BBC Radio 1 prezentująca muzykę elektroniczną. Pomysłodawcą i twórcą audycji w latach 1993–2001 był Eddie Gordon. Wzorując się na podobnych audycjach w stacjach takich jak Kiss 100 i Hot 96, postanowił zapoczątkować własną audycję, która mogłaby ukazać różne gatunki muzyczne i w perspektywie rozwinąć brytyjską scenę muzyki elektronicznej. DJ-e występujący w audycji prezentowali przy okazji nieco inną stronę granej przez siebie muzyki, mając na względzie różnice pomiędzy graniem w klubie a graniem dla słuchaczy odbierających mix głównie w domu. W audycji Essential Mix nie prezentowano zatem mixów stricte klubowych. Jedną z osób, która, częściowo dzięki audycji, odniosła sukces na polu muzycznym był Paul Oakenfold. Jego Goa Mix, zagrany zgodnie z ideą prezentowania muzyki dla słuchaczy domowych, został nieformalnie okrzyknięty najlepszym mixem w historii audycji, a także otrzymał nagrodę w kategorii Specjalistyczny Program Muzyczny w odbywającym się w 1997 roku konkursie Sony Radio Awards. Natomiast w poprzednim roku 1996 Essential Mix został okrzyknięty Audycją radiową roku przez brytyjski Muzik Magazine. Słynnym epizodem był również występ David Holmesa który wsławił się swoim dwugodzinnym setem. 15 czerwca 1997 zaprezentował słuchaczom eklektyczną mieszankę przeróżnych gatunków muzycznych, od Nancy Wilson do Jimiego Hendriksa. Tym samym zmienił nieco stereotypowe oblicze DJ-a jako osoby, która jedynie puszcza płyty bez własnej inwencji twórczej.
Osobą prowadzącą audycję od samego początku jej istnienia jest Pete Tong. Był on także DJ-em, który zagrał w pierwszej audycji Essential Mix 30 października 1993. Od tej pory, Essential Mix można usłyszeć w każda sobotę, najczęściej między godzinami 1 i 3. Klasyczną formą audycji jest nieprzerwany, dwugodzinny mix DJ-ski, prezentowany przez prowadzącego Pete’a Tonga. Nie ma wywiadu z muzykami, ani żadnego kontaktu ze słuchaczami. Każdy program zaczyna się charakterystycznym krótkim wstępem przedstawiającym biografię gościa. W ciągu kilku ostatnich lat, każdy Essential Mix jest nagrywany wcześniej, także sama audycja nie jest audycją „na żywo”. Dzięki temu same mixy są z reguły doskonale dopracowane, a zapowiedzi i dżingle radiowe nie zakłócają odbioru muzyki. Każdy Essential mix stał się dzięki temu „małym arcydziełem”. Kolejną formą, w jakiej można usłyszeć mixy w audycji, są relacje na żywo z klubów i wydarzeń muzycznych. Na antenie BBC Radio 1 można usłyszeć zatem mixy z różnych festiwali oraz imprez odbywających się m.in. w Wielkiej Brytanii, na Ibizie, USA, Australii, Niemczech i wielu innych miejscach. Słynną inicjatywą Eddiego Gordona były obchody Millenium, kiedy na antenie można było usłyszeć występy na żywo z kolejnych klubów, w których odbywały się właśnie imprezy sylwestrowe. W audycji można było usłyszeć kolejno: Carla Cox'a, grającego w Sydney, Danny’ego Ramplinga grającego w Kapsztadzie, Dave’a Pearce’a z Glasgow, samego Pete’a Tonga z Liverpoolu, następnie Juniora Vasqueza z Nowego Jorku. Spektakularną noc zamknął swoim kolejnym setem Carl Cox, który przeleciał przez linię zmiany daty do Honolulu, przez co, jako pierwszy DJ w historii, zagrał na dwóch imprezach sylwestrowych o tej samej porze.
Prekursorką nocy milenijnej, była transmisja sylwestrowej nocy 1997/1998, równocześnie z trzech klubowych parkietów. Zagrali wtedy: Pete Tong w londyńskim klubie Ministry Of Sound, Todd Terry w Manchesterze i Eddie Baez, grający w Nowym Jorku.
Audycja Essential Mix szybko zdobyła sobie poważanie i sławę, zarówno na brytyjskiej, jak i międzynarodowej scenie muzycznej. Dzisiaj występ w programie to dla każdego muzyka swoisty krok milowy w jego karierze, a nawet być może jedyna okazja by zaprezentować się szerszej publiczności. Lista występujących w audycji to nieformalne „who is who” światowej sceny muzyki elektronicznej. Na żywo programu słucha około 60-80 tys. osób, a później dzięki internetowi nagrywane przez fanów audycje docierają do milionów słuchaczy z całego świata. Trzeba zaznaczyć, że pobieranie nagranego wcześniej mixu jest nielegalne i niezgodne z regulaminem BBC. Jednak radio przymyka na to oko i nie podejmuje prawnych kroków w stosunku do właścicieli stron, gdzie udostępniane są miksy, jak i osób ściągających. Między innymi dzięki właśnie takiemu podejściu Essential Mix to jedna z najważniejszych i najpopularniejszych „elektronicznych” audycji na świecie. Nieprzerwany dwugodzinny mix stał się natomiast polem do popisu dla DJ-ów, którzy mogą w pełni zaprezentować swe umiejętności i poprowadzić słuchacza przez swoistą muzyczną podróż, nieprzerwaną reklamami i wywiadami.
W Polsce, audycja Essential Mix nadawana jest w radiu Planeta FM

## Essential Mix Roku
Co roku, w połowie grudnia, na stronie internetowej audycji można zobaczyć listę najpopularniejszych audycji w danym roku. Słuchacze mogą oddawać swój głos na ulubioną audycje, mniej więcej na dwa tygodnie przed ostatnią audycją zaplanowaną na ten rok. Mix, który uzyska w ten sposób najwięcej głosów otrzymuje miano „Essential Mix of the Year” i jest puszczany ponownie, właśnie w trakcie ostatniej audycji roku.

## Artyści występujący w audycji Essential Mix

### 1993
- 30/10/1993 – Pete Tong
- 06/11/1993 – Paul Oakenfold
- 13/11/1993 – Andrew Weatherall
- 20/11/1993 – Danny Rampling
- 27/11/1993 – Terry Farley & Pete Heller
- 04/12/1993 – Future Sound Of London
- 11/12/1993 – Pete Tong
- 18/12/1993 – David Holmes
- 25/12/1993 – Pete Tong & Dave Durrell

### 1994
- 01/01/1994 – Snap!
- 08/01/1994 – Andy Carrol & Paul Bleasdale
- 15/01/1994 – Sasha
- 22/01/1994 – Junior Vasquez
- 29/01/1994 – Graeme Park
- 05/02/1994 – Justin Robertson
- 12/02/1994 – Pete Tong
- 19/02/1994 – CJ Mackintosh
- 26/02/1994 – Ralph Lawson & Lisa Loud
- 05/03/1994 – John Digweed
- 12/03/1994 – Clock
- 12/03/1994 – DJ Pierre
- 12/03/1994 – RAF
- 12/03/1994 – DJ Professor
- 19/03/1994 – Paul Oakenfold
- 26/03/1994 – Dave Seaman & Steve Anderson
- 02/04/1994 – Pete Tong
- 09/04/1994 – Alistair Whitehead
- 16/04/1994 – Rocky, Diesel & Ashley Beedle
- 23/04/1994 – Kelvin Andrews
- 30/04/1994 – Slam
- 07/05/1994 – Al McKenzie
- 14/05/1994 – Future Sound Of London
- 21/05/1994 – Judge Jules & Dave Lambert
- 28/05/1994 – Billy Nasty
- 04/06/1994 – Jeremy Healey
- 11/06/1994 – Dave Clarke
- 18/06/1994 – Danny D
- 25/06/1994 – Laurent Garnier
- 02/07/1994 – Terry Farley & Pete Heller
- 09/07/1994 – Darren Emerson
- 16/07/1994 – Jon Pleased Wimmin
- 23/07/1994 – Moby
- 30/07/1994 – Patrick Smoove
- 06/08/1994 – Leftfield
- 13/08/1994 – No Essential Mix broadcast due to Woodstock.
- 20/08/1994 – TWA
- 27/08/1994 – Norman Jay
- 04/09/1994 – Laurent Garnier
- 11/09/1994 – DJ Dimitri from Deee-Lite
- 18/09/1994 – Tino Lugano
- 18/09/1994 – Simon Gibb
- 18/09/1994 – Colin Patterson & Hooligan X
- 25/09/1994 – Judge Jules
- 02/10/1994 – Danny Rampling
- 09/10/1994 – Carl Cox
- 16/10/1994 – Danny Tenaglia
- 23/10/1994 – Pete Tong
- 30/10/1994 – Chris & James
- 06/11/1994 – CJ Bolland
- 13/11/1994 – Dave Clarke
- 20/11/1994 – Dave Angel
- 27/11/1994 – CJ Mackintosh
- 04/12/1994 – David Morales
- 11/12/1994 – Massive Attack
- 18/12/1994 – Paul Oakenfold present a special set with Goa Trance

### 1995
- 08/01/1995 – Tony De Vit
- 15/01/1995 – DJ Ron
- 22/01/1995 – Joe T Vanelli
- 29/01/1995 – Dave Clarke
- 05/02/1995 – E – Smoove
- 12/02/1995 – Gilles Peterson
- 12/02/1995 – DJ Krush
- 12/02/1995 – United Future Organisation
- 19/02/1995 – Evil Eddie Richards
- 26/02/1995 – Tall Paul
- 05/03/1995 – The Chemical Brothers
- 12/03/1995 – Lisa Loud
- 19/03/1995 – Erick Morillo
- 26/03/1995 – Pete Tong
- 26/03/1995 – Paul Bleasdale
- 02/04/1995 – Justin Robertson
- 09/04/1995 – DJ Dimitri
- 16/04/1995 – MK
- 23/04/1995 – Portishead
- 30/04/1995 – Gordon Kaye
- 07/05/1995 – Snap!
- 09/05/1995 – Carl Cox
- 14/05/1995 – Pete Tong
- 21/05/1995 – Sasha
- 28/05/1995 – Paul Oakenfold
- 28/05/1995 – Pete Tong
- 28/05/1995 – Sasha
- 28/05/1995 – Danny Rampling
- 04/06/1995 – The Future Sound of London
- 11/06/1995 – Eric Powell
- 18/06/1995 – David Holmes
- 25/06/1995 – Danny Rampling
- 02/07/1995 – Nicky Holloway
- 09/07/1995 – Pete Heller & Terry Farley
- 16/07/1995 – LTJ Bukem & MC Conrad
- 23/07/1995 – Roger Sanchez
- 30/07/1995 – Luvdup
- 06/08/1995 – Judge Jules
- 13/08/1995 – Pete Tong
- 20/08/1995 – Nick Warren
- 27/08/1995 – Norman Jay
- 03/09/1995 – John Digweed
- 10/09/1995 – Jose Padilla
- 17/09/1995 – Paul Oakenfold
- 24/09/1995 – BT
- 01/10/1995 – Carl Craig
- 07/10/1995 – A Guy Called Gerald
- 14/10/1995 – Danny Rampling
- 14/10/1995 – Pete Tong
- 21/10/1995 – DJ Camacho
- 28/10/1995 – John Digweed
- 28/10/1995 – Pete Tong
- 28/10/1995 – Paul Bleasdale
- 04/11/1995 – Paul Oakenfold
- 04/11/1995 – Pete Tong
- 04/11/1995 – Sasha
- 11/11/1995 – David Morales
- 18/11/1995 – Laurent Garnier
- 25/11/1995 – Pete Tong
- 25/11/1995 – Sasha
- 02/12/1995 – Jeremy Healey
- 09/12/1995 – Pete Tong
- 09/12/1995 – Grace
- 09/12/1995 – Tall Paul
- 17/12/1995 – John Kelly
- 23/12/1995 – Danny Rampling
- 23/12/1995 – Pete Tong
- 31/12/1995 – Judge Jules

### 1996
- 01/01/1996 – DJ Tinman
- 07/01/1996 – Tall Paul
- 14/01/1996 – Dave Seaman
- 21/01/1996 – Armand van Helden
- 28/01/1996 – Pete Tong
- 28/01/1996 – Paul Bleasdale
- 28/01/1996 – Boy George
- 04/02/1996 – Darren Emerson & Underworld
- 11/02/1996 – Stacey Pullen
- 18/02/1996 – Gusto
- 25/02/1996 – Ralph Lawson
- 25/02/1996 – Pete Tong
- 03/03/1996 – Dave Lee & Joey Negro
- 10/03/1996 – Pete Wardman
- 17/03/1996 – Billy Nasty
- 24/03/1996 – LTJ Bukem & MC Conrad
- 31/03/1996 – Pete Tong
- 31/03/1996 – Pete Bromley
- 07/04/1996 – Angel Moraes
- 14/04/1996 – Pete Tong
- 14/04/1996 – TWA
- 21/04/1996 – Daniel Davoli
- 28/04/1996 – Goldie
- 06/05/1996 – Dave Clarke
- 12/05/1996 – Tim Lennox
- 19/05/1996 – Carl Cox
- 26/05/1996 – Norman Cook
- 02/06/1996 – Snap!
- 09/06/1996 – Slam
- 16/06/1996 – Erick Morillo
- 23/06/1996 – Dave Seaman & Steve Anderson
- 30/06/1996 – Pete Tong
- 30/06/1996 – Sasha
- 07/07/1996 – Johnny Vicious
- 14/07/1996 – Stretch N' Vern
- 21/07/1996 – Shiva
- 21/07/1996 – John Digweed
- 21/07/1996 – Blue Amazon
- 21/07/1996 – Pete Tong
- 28/07/1996 – Pete Tong
- 28/07/1996 – Sasha
- 28/07/1996 – Danny Rampling
- 04/08/1996 – Jon Carter
- 04/08/1996 – Richard Fearless
- 11/08/1996 – Lee Fisher
- 11/08/1996 – Jools
- 18/08/1996 – Norman Jay
- 25/08/1996 – Pete Tong
- 25/08/1996 – LTJ Bukem
- 01/09/1996 – Derrick Carter
- 08/09/1996 – Paul Trouble Anderson
- 15/09/1996 – Howie B
- 22/09/1996 – DJ Griff
- 22/09/1996 – Alfredo
- 29/09/1996 – Pete Tong
- 29/09/1996 – Mark Keys
- 29/09/1996 – Claudio Coccoluto
- 06/10/1996 – Judge Jules
- 13/10/1996 – Paul Oakenfold
- 20/10/1996 – The Play Boys
- 27/10/1996 – Andrew Weatherall
- 03/11/1996 – Carl Cox
- 10/11/1996 – Steve Bridger
- 17/11/1996 – Pete Tong
- 17/11/1996 – Nicky Holloway
- 24/11/1996 – Smith and Mighty
- 01/12/1996 – Pete Tong
- 01/12/1996 – Nick Warren
- 08/12/1996 – Graeme Park
- 15/12/1996 – The Psychonauts
- 22/12/1996 – Jeremy Healey
- 29/12/1996 – Rhythm Masters
- 31/12/1996 – Pete Tong
- 31/12/1996 – James Barton
- 31/12/1996 – Carl Cox
- 31/12/1996 – Jose Padilla

### 1997
- 05/01/1997 – The Wiseguys
- 05/01/1997 – Derek Dahlarge
- 12/01/1997 – Doc Martin
- 19/01/1997 – Alex P & Brandon Block
- 26/01/1997 – Grooverider
- 02/02/1997 – Marshal Jefferson
- 09/02/1997 – Scott Hardkiss
- 16/02/1997 – Little Louie Vega
- 23/02/1997 – Nick Warren
- 02/03/1997 – Daft Punk
- 09/03/1997 – Ashley Beedle
- 15/03/1997 – Pete Tong & Seb Fontaine
- 16/03/1997 – DJ Sneak
- 23/03/1997 – Ralph Falcon & Oscar G
- 30/03/1997 – Matthew Roberts
- 06/04/1997 – Sven Vath
- 13/04/1997 – Mrs Woods
- 20/04/1997 – Paul van Dyk
- 27/04/1997 – Pete Tong
- 27/04/1997 – Alistair Whitehead
- 04/05/1997 – Jonny L
- 05/05/1997 – Junior Vasquez
- 11/05/1997 – Fathers Of Sound
- 18/05/1997 – Dave Clarke
- 25/05/1997 – The Sneaker Pimps
- 25/05/1997 – Justin Robertson
- 25/05/1997 – DJ Sneak
- 25/05/1997 – Kraftwerk
- 25/05/1997 – Pete Tong
- 25/05/1997 – Paul Oakenfold
- 25/05/1997 – Way Out West
- 01/06/1997 – Force & Styles
- 08/06/1997 – Tasha Killer Pussies
- 15/06/1997 – David Holmes
- 22/06/1997 – Roni Size
- 28/06/1997 – The Prodigy
- 28/06/1997 – Danny Rampling
- 28/06/1997 – The Chemical Brothers
- 28/06/1997 – Armand Van Helden
- 06/07/1997 – Boy George
- 06/07/1997 – Pete Tong
- 06/07/1997 – Paul Oakenfold
- 12/07/1997 – Dimitri from Paris
- 20/07/1997 – Pete Tong
- 20/07/1997 – Orbital
- 20/07/1997 – Bentley Rhythm Ace
- 20/07/1997 – Seb Fontaine
- 27/07/1997 – Jose Padilla
- 03/08/1997 – Timmy S
- 10/08/1997 – Pete Tong
- 10/08/1997 – Danny Rampling
- 10/08/1997 – Pete Tong
- 10/08/1997 – Tall Paul
- 17/08/1997 – Judge Jules
- 24/08/1997 – Norman Jay
- 31/08/1997 – Felix Da Housecat
- 07/09/1997 – Jose Padilla
- 14/09/1997 – Lisa Loud
- 14/09/1997 – Pete Tong
- 21/09/1997 – BT
- 28/09/1997 – Colin Hamilton
- 28/09/1997 – Pete Tong
- 05/10/1997 – Adam Freeland
- 12/10/1997 – Pete Tong
- 12/10/1997 – Claudio Coccoluto
- 12/10/1997 – Pete Tong
- 19/10/1997 – Paul Oakenfold
- 26/10/1997 – Carl „Tuff Enuff” Brown & Matt „Jam” Lamont
- 02/11/1997 – Pete Tong
- 02/11/1997 – Paul Van Dyk
- 09/11/1997 – Pete Tong
- 09/11/1997 – Carl Cox
- 16/11/1997 – Basement Jaxx
- 23/11/1997 – Justin Robertson
- 30/11/1997 – Nick Warren
- 30/11/1997 – Paul Oakenfold
- 07/12/1997 – Blu Peter
- 14/12/1997 – Seb Fontaine
- 14/12/1997 – Pete Tong
- 21/12/1997 – Gilles Peterson
- 25/12/1997 – Dreem Teem
- 28/12/1997 – Photek
- 30/12/1997 – Daft Punk
- 31/12/1997 – David Holmes

### 1998
- 01/01/1998 – Pete Tong
- 01/01/1998 – Todd Terry
- 01/01/1998 – Eddie Baez
- 04/01/1998 – Phil Perry
- 11/01/1998 – Danny Howells
- 18/01/1998 – Carl Cox
- 25/01/1998 – Seb Fontaine
- 01/02/1998 – Freddy Fresh
- 08/02/1998 – Freestylers
- 15/02/1998 – Ian Pooley
- 22/02/1998 – Carl Cox
- 01/03/1998 – DJ Paulette
- 08/03/1998 – Air
- 15/03/1998 – Air
- 22/03/1998 – Pete Tong
- 05/04/1998 – Terry Francis
- 12/04/1998 – Judge Jules
- 12/04/1998 – John Digweed
- 19/04/1998 – Carl Cox
- 26/04/1998 – Craig & Huggy Burger Queen
- 02/05/1998 – Pete Tong
- 02/05/1998 – Sasha
- 02/05/1998 – Paul Oakenfold
- 10/05/1998 – Ashley Beedle
- 17/05/1998 – Carl Cox
- 24/05/1998 – Scott Bond
- 31/05/1998 – DJ Harvey
- 07/06/1998 – Jeff Mills
- 14/06/1998 – Carl Cox
- 21/06/1998 – Pete Tong
- 21/06/1998 – Judge Jules
- 28/06/1998 – Billy Nasty
- 28/06/1998 – Darren Emerson
- 05/07/1998 – Tony De Vit
- 12/07/1998 – Deep Dish
- 19/07/1998 – Carl Cox
- 26/07/1998 – Man With No Name
- 02/08/1998 – Danny Rampling
- 02/08/1998 – Pete Tong
- 02/08/1998 – Judge Jules
- 09/08/1998 – Carl Cox
- 16/08/1998 – Full Intention
- 23/08/1998 – DJ Dan
- 30/08/1998 – Jon Carter
- 30/08/1998 – Pete Tong
- 06/09/1998 – 187 Lockdown
- 13/09/1998 – DJ Rap
- 20/09/1998 – Carl Cox
- 27/09/1998 – DJ Sonique
- 27/09/1998 – Pete Tong
- 04/10/1998 – DJ Lottie
- 11/10/1998 – Pete Tong
- 11/10/1998 – Paul Oakenfold
- 18/10/1998 – Carl Cox
- 25/10/1998 – Judge Jules
- 25/10/1998 – Pete Tong
- 25/10/1998 – Danny Rampling
- 01/11/1998 – Bob Sinclar
- 08/11/1998 – Dope Smugglaz
- 15/11/1998 – David Holmes
- 22/11/1998 – Carl Cox
- 29/11/1998 – Pete Tong & Carl Cox
- 06/12/1998 – Norman Cook
- 13/12/1998 – Ricky Morrison & Fram Sidoli
- 20/12/1998 – Carl Cox
- 27/12/1998 – Steve Lawler

### 1999
- 01/01/1999 – Judge Jules
- 01/01/1999 – Pete Tong
- 01/01/1999 – Dope Smugglaz
- 01/01/1999 – Sasha
- 03/01/1999 – Scott Bond
- 10/01/1999 – Pete Heller & Terry Farley
- 17/01/1999 – Paul Oakenfold
- 24/01/1999 – Carl Cox
- 31/01/1999 – Cassius
- 07/02/1999 – Ed Rush & Optical
- 14/02/1999 – Darren Emerson
- 14/02/1999 – Sasha
- 21/02/1999 – Paul Oakenfold
- 28/02/1999 – Jim Masters
- 28/02/1999 – Carl Cox
- 07/03/1999 – Mark Lewis
- 14/03/1999 – Ralph Falcon & Oscar G
- 21/03/1999 – Dave Angel
- 28/03/1999 – Paul Oakenfold
- 04/04/1999 – Pete Tong
- 04/04/1999 – Paul Van Dyk
- 11/04/1999 – Carl Cox
- 18/04/1999 – Todd Terry
- 25/04/1999 – Paul Oakenfold
- 02/05/1999 – Basement Jaxx
- 09/05/1999 – Tall Paul
- 16/05/1999 – John Digweed
- 23/05/1999 – Freddy Fresh
- 30/05/1999 – Sasha
- 30/05/1999 – Pete Tong
- 30/05/1999 – Paul Oakenfold (live from Homelands)
- 06/06/1999 – Carl Cox
- 13/06/1999 – Erick Morillo
- 20/06/1999 – Pete Tong
- 20/06/1999 – Paul Oakenfold
- 20/06/1999 – Judge Jules
- 27/06/1999 – Carl Cox
- 04/07/1999 – The Sharp Boys
- 11/07/1999 – Darren Emerson
- 18/07/1999 – Carl Cox
- 18/07/1999 – Sven Vath
- 25/07/1999 – Paul Oakenfold, Live at Home, Space, Ibiza
- 01/08/1999 – Seb Fontaine
- 08/08/1999 – Danny Rampling
- 08/08/1999 – Pete Tong
- 08/08/1999 – Judge Jules
- 15/08/1999 – Carl Cox
- 22/08/1999 – Carl Cox
- 29/08/1999 – Pete Tong
- 29/08/1999 – Seb Fontaine
- 29/08/1999 – Paul Oakenfold
- 05/09/1999 – Frankie Knuckles
- 12/09/1999 – Carl Cox
- 19/09/1999 – Layo & Bushwacka
- 26/09/1999 – Paul Oakenfold
- 03/10/1999 – Nick Warren
- 10/10/1999 – Carl Cox
- 17/10/1999 – Basement Jaxx
- 24/10/1999 – Pete Tong
- 24/10/1999 – Seb Fontaine
- 31/10/1999 – Paul Oakenfold
- 07/11/1999 – Judge Jules
- 14/11/1999 – Carl Cox
- 21/11/1999 – Norman Jay
- 28/11/1999 – Paul Oakenfold
- 05/12/1999 – Judge Jules
- 12/12/1999 – DJ Dan
- 19/12/1999 – Jim Masters
- 26/12/1999 – DJ Harvey
- 31/12/1999 – Sasha
- 31/12/1999 – Danny Rampling
- 31/12/1999 – Colin Hamilton
- 31/12/1999 – Dave Pearce
- 31/12/1999 – Pete Tong
- 31/12/1999 – Fatboy Slim
- 31/12/1999 – Judge Jules
- 31/12/1999 – Junior Vasquez
- 31/12/1999 – Paul Oakenfold

### 2000
- 02/01/2000 – Mr C
- 09/01/2000 – Scott Bond
- 16/01/2000 – Dave Clarke
- 23/01/2000 – Guy Ornadel
- 30/01/2000 – Laurent Garnier
- 06/02/2000 – William Orbit
- 13/02/2000 – Paul Oakenfold
- 20/02/2000 – Carl Cox
- 27/02/2000 – Sasha
- 05/03/2000 – Pete Tong
- 05/03/2000 – Carl Cox
- 12/03/2000 – MJ Cole
- 19/03/2000 – Trevor Rockliffe
- 26/03/2000 – DJ Sneak
- 02/04/2000 – Jazzy M
- 02/04/2000 – Nicky Holloway
- 09/04/2000 – Parks & Wilson
- 16/04/2000 – Leftfield
- 23/04/2000 – Paul Van Dyk
- 30/04/2000 – Roger Sanchez
- 07/05/2000 – Judge Jules
- 14/05/2000 – Stewart Rowell
- 21/05/2000 – Paul Oakenfold
- 28/05/2000 – Sasha & John Digweed
- 28/05/2000 – Pete Tong
- 28/05/2000 – Paul Van Dyk
- 04/06/2000 – Rocky
- 11/06/2000 – Cut and Paste
- 18/06/2000 – Sasha
- 18/06/2000 – Seb Fontaine
- 25/06/2000 – Bentley Rhythm Ace
- 25/06/2000 – Fatboy Slim
- 25/06/2000 – Justin Robertson
- 25/06/2000 – Artful Dodger
- 02/07/2000 – The Sharp Boys
- 02/07/2000 – Alan Thompson
- 09/07/2000 – Pete Tong
- 09/07/2000 – Timo Maas
- 09/07/2000 – David Morales
- 16/07/2000 – Steve Lawler
- 23/07/2000 – Dreem Teem
- 30/07/2000 – Luke Neville
- 06/08/2000 – Danny Rampling
- 06/08/2000 – Pete Tong
- 06/08/2000 – Laurent Garnier
- 06/08/2000 – Norman Cook
- 06/08/2000 – Seb Fontaine
- 13/08/2000 – Pete Tong
- 13/08/2000 – Carl Cox
- 20/08/2000 – Norman Jay
- 27/08/2000 – Pete Tong
- 27/08/2000 – Seb Fontaine
- 27/08/2000 – Paul Oakenfold
- 03/09/2000 – Danny Rampling
- 10/09/2000 – Josh Wink
- 17/09/2000 – Frankie Knuckles
- 24/09/2000 – David Holmes
- 01/10/2000 – Lisa Lashes
- 08/10/2000 – Chris Fortier
- 08/10/2000 – Pete Tong
- 15/10/2000 – Rhythm Masters
- 22/10/2000 – Pete Tong
- 22/10/2000 – Timo Maas
- 29/10/2000 – Dave Clarke (Original broadcast: 16/1/2000)
- 05/11/2000 – Christian Smith
- 12/11/2000 – Craig Richards & Lee Burridge
- 19/11/2000 – Slam
- 26/11/2000 – John 'OO' Flemming
- 03/12/2000 – Mauro Picotto
- 10/12/2000 – Pete Tong
- 10/12/2000 – Alex Anderson
- 17/12/2000 – Paul Van Dyk
- 24/12/2000 – Erick Morillo & Harry „Choo Choo” Romero
- 31/12/2000 – Judge Jules
- 31/12/2000 – Seb Fontaine
- 31/12/2000 – Trevor Nelson
- 31/12/2000 – Dave Pearce & David Morales
- 31/12/2000 – Dreem Teem
- 31/12/2000 – Paul Oakenfold
- 31/12/2000 – Jon Carter
- 31/12/2000 – Timo Maas
- 31/12/2000 – Seb Fontaine

### 2001
- 07/01/2001 – Sasha, Live NYE at Bondi Beach, Sydney, Australia
- 07/01/2001 – Pete Tong, Live NYE at Bondi Beach, Sydney, Australia
- 14/01/2001 – Fergie
- 21/01/2001 – Paul Jackson
- 28/01/2001 – Rocky, Diesel & Ashley Beedle
- 04/02/2001 – Jan Driver
- 11/02/2001 – Doc Martin
- 18/02/2001 – Scott Bond
- 25/02/2001 – Steve Lawler
- 04/03/2001 – Lucien Foort
- 11/03/2001 – Billy Nasty
- 18/03/2001 – Pete Tong, Live at Kell’s, Port Rush
- 18/03/2001 – Dave Seaman, Live at Kell’s, Port Rush
- 25/03/2001 – Anne Savage
- 01/04/2001 – Carl Cox
- 08/04/2001 – Derrick Carter, Live at Red Number 5, Chicago
- 08/04/2001 – Pete Tong
- 15/04/2001 – Josh Wink & Dave Clarke
- 22/04/2001 – Richie Hawtin
- 29/04/2001 – Agnelli & Nelson
- 06/05/2001 – Fergie, Live from Leeds
- 13/05/2001 – Tom Middleton
- 20/05/2001 – Timo Mass, Live at Planet Love, Belfast, Northern Ireland
- 27/05/2001 – Pete Tong
- 27/05/2001 – Layo & Bushwacka
- 27/05/2001 – John Digweed
- 03/06/2001 – Slam
- 10/06/2001 – Sander Kleinenberg
- 17/06/2001 – Paul Van Dyk, Live at Gatecrasher Summer Sound System in Oxfordshire
- 17/06/2001 – Judge Jules, Live at Gatecrasher Summer Sound System in Oxfordshire
- 24/06/2001 – DJ Pipi
- 01/07/2001 – Frankie Knuckles
- 08/07/2001 – Carl Cox
- 15/07/2001 – King Unique
- 21/07/2001 – Daren Emmerson, Live at The Love Weekender, Telewest Arena, Newcastle
- 21/07/2001 – Sasha, Live at The Love Weekender, Telewest Arena, Newcastle
- 21/07/2001 – Seb Fontaine, Live at The Love Weekender, Telewest Arena, Newcastle
- 21/07/2001 – Yousef, Live at The Love Weekender, Telewest Arena, Newcastle
- 21/07/2001 – Layo, Live at The Love Weekender, Telewest Arena, Newcastle
- 22/07/2001 – John Digweed, Live from The Love Weekender, Telewest Arena, Newcastle
- 22/07/2001 – Danny Rampling, Live from The Love Weekender, Foundation
- 22/07/2001 – Pete Tong, Live at The Love Weekender, Telewest Arena, Newcastle
- 29/07/2001 – Fergie
- 05/08/2001 – Seb Fontaine, Live at Privilege, Ibiza
- 05/08/2001 – Pete Tong, Live at Privilege, Ibiza
- 05/08/2001 – Darren Emerson, Live at Privilege, Ibiza
- 12/08/2001 – Pete Tong
- 19/08/2001 – Oliver Lieb
- 26/08/2001 – Seb Fontaine, Live at Creamfields
- 26/08/2001 – Futureshock, Live at Creamfields
- 26/08/2001 – Carl Cox, Live at Creamfields
- 02/09/2001 – Silicone Soul
- 02/09/2001 – Craig Morrison
- 09/09/2001 – DJ Tiësto
- 16/09/2001 – Victor Calderone
- 23/09/2001 – Basement Jaxx
- 30/09/2001 – Nick Warren
- 07/10/2001 – Benji Candelario, Live at London Calling, Turnmills
- 07/10/2001 – Danny Rampling, Live at London Calling, Turnmills
- 14/10/2001 – Best Essential Mix 2001 : Sander Kleinenberg
- 21/10/2001 – Tom Stephan
- 28/10/2001 – Fergie, Live at ONE, Birmingham
- 28/10/2001 – Paul Oakenfold, Live at ONE, Birmingham
- 04/11/2001 – Ricky Montanari
- 11/11/2001 – John '00' Flemming
- 18/11/2001 – James Holroyd
- 25/11/2001 – Jason Bye
- 02/12/2001 – Richard Dorfmeister
- 09/12/2001 – Stanton Warriors
- 16/12/2001 – Jo Mills
- 23/12/2001 – Cass & Slide
- 30/12/2001 – Judge Jules Retrospective

### 2002
- 06/01/2002 – Unkle Sounds
- 13/01/2002 – H Foundation
- 20/01/2002 – James Holden
- 27/01/2002 – Misstress Barbara
- 03/02/2002 – Jori Hulkkonen
- 10/02/2002 – Yousef
- 17/02/2002 – Matt Hardwick
- 24/02/2002 – Parks & Wilson
- 03/03/2002 – Gordon Kaye
- 07/03/2002 – World DJ Day @ Fabric
- 10/03/2002 – Andrew Weatherall @ Cargo
- 10/03/2002 – Tom Middleton @ Cargo
- 17/03/2002 – James Zabiela
- 24/03/2002 – Donald Glaude
- 07/04/2002 – Sasha & Digweed @ Miami WMC
- 14/04/2002 – FC Kahuna
- 21/04/2002 – Circulation
- 28/04/2002 – Roger Sanchez
- 05/05/2002 – Pete Tong @ Coachella Festival, California
- 05/05/2002 – BT @ Coachella Festival, California
- 12/05/2002 – Chris Cowie
- 19/05/2002 – Derrick Carter
- 26/05/2002 – Greg Vickers
- 02/06/2002 – Pete Tong @ Homelands
- 02/06/2002 – Laurent Garnier @ Homelands
- 02/06/2002 – DJ Tiësto @ Homelands
- 09/06/2002 – Michel De Hey
- 16/06/2002 – Seamus Haji
- 23/06/2002 – Mr. C
- 30/06/2002 – Layo and Bushwacka @ Glastonbury
- 07/07/2002 – Fergie, Live @ Trade
- 14/07/2002 – Paul Van Dyk @ Love Parade 2002
- 21/07/2002 – MYNC Project
- 28/07/2002 – Danny Howells
- 04/08/2002 – Seb Fontaine @ Manumission, Privilege, Ibiza
- 04/08/2002 – Sasha @ Manumission, Privilege, Ibiza
- 04/08/2002 – Pete Tong @ Manumission, Privilege, Ibiza
- 11/08/2002 – Pete Tong @ Space, Ibiza
- 18/08/2002 – Timo Maas
- 25/08/2002 – Paul Oakenfold @ Creamfields
- 25/08/2002 – Underworld @ Creamfields
- 25/08/2002 – Hernan Cattaneo @ Creamfields
- 01/09/2002 – X-Press 2
- 08/09/2002 – Tim Deluxe
- 15/09/2002 – Rui Da Silva
- 22/09/2002 – Dirty Vegas
- 29/09/2002 – Pete Tong
- 29/09/2002 – Eric Morillo
- 06/10/2002 – John Digweed
- 13/10/2002 – Groove Armada
- 20/10/2002 – Marco V
- 27/10/2002 – Dave Congreve @ The Bomb, Nottingham
- 27/10/2002 – Pete Tong @ The Bomb, Nottingham
- 03/11/2002 – Bob Sinclar
- 10/11/2002 – Richie Hawtin @ The afterparty
- 10/11/2002 – Sven Vath – At The Club
- 17/11/2002 – John Kelly & Daniel Kelly
- 24/11/2002 – Death in Vegas
- 01/12/2002 – Sander Kleinenberg and Seb Fontaine @ Colours, Liquid Rooms, Edinburgh
- 08/12/2002 – Francesco Farfa
- 15/12/2002 – Adam Beyer
- 22/12/2002 – Carl Cox
- 29/12/2002 – Sasha & Digweed
- 31/12/2002 – Judge Jules Live @ Belfast New

### 2003
- 05/01/2003 – Audio Bullys
- 12/01/2003 – Ashley Casselle
- 19/01/2003 – Paul Jackson
- 26/01/2003 – Yousef @ Back to Basics, Leeds
- 26/01/2003 – Lottie @ Back to Basics, Leeds
- 02/02/2003 – DJ Onionz @ Centro Fly, New York
- 02/02/2003 – Pete Tong @ Centro Fly, New York
- 09/02/2003 – Armin van Buuren
- 16/02/2003 – Guy Williams
- 23/02/2003 – Mo Shic
- 02/03/2003 – Pete Tong, Tribal Sessions
- 02/03/2003 – Danny Krivit, Tribal Sessions
- 09/03/2003 – Gabriel & Dresden
- 16/03/2003 – Groove Armada
- 23/03/2003 – Sandra Collins, Miami
- 23/03/2003 – Pete Tong, Miami
- 30/03/2003 – DJ Shadow
- 06/04/2003 – High Contrast
- 13/04/2003 – Nils Noa
- 20/04/2003 – DJ Heather
- 27/04/2003 – Scumfrog
- 04/05/2003 – Eddie Halliwell
- 11/05/2003 – Adam Freeland
- 18/05/2003 – Phil Kieran
- 25/05/2003 – DJ Marky, Live from Homelands
- 25/05/2003 – Jeff Mills, Live from Homelands
- 01/06/2003 – Nic Fanciulli
- 08/06/2003 – Sander Klienenberg
- 15/06/2003 – Plump DJs
- 22/06/2003 – DJ Yoda & Greenpeace’s Beach Tape
- 29/06/2003 – Mr C, Erol Alkan, Layo & Bushwacka
- 06/07/2003 – Murk
- 13/07/2003 – Sven Vath – Originally recorded 06/04/1997
- 20/07/2003 – Planet Funk
- 27/07/2003 – Tom Stephan, Live from Crash, London
- 27/07/2003 – Antoine 909, Live from Crash, London
- 03/08/2003 – Agoria
- 10/08/2003 – Paul Oakenfold, Live from Amnesia, Ibiza
- 10/08/2003 – DJ Tiësto, Live from Amnesia, Ibiza
- 10/08/2003 – Judge Jules, Live from Eden, Ibiza
- 10/08/2003 – Fergie, Live from Eden, Ibiza
- 10/08/2003 – Eddie Halliwell, Live from Eden, Ibiza
- 17/08/2003 – Carl Cox, Live from Space, Ibiza
- 24/08/2003 – Sasha, Live at Creamfields
- 24/08/2003 – Pete Tong, Live at Creamfields
- 31/08/2003 – Radio Slave
- 07/09/2003 – Wall of Sound, 10th Birthday
- 14/09/2003 – Pete Gooding
- 21/09/2003 – Smokin Jo
- 28/09/2003 – Alan Simms, Live from Shine
- 28/09/2003 – Pete Tong, Live from Shine
- 05/10/2003 – Steve Lawler
- 12/10/2003 – Seb Fontaine, Live from Type, London
- 12/10/2003 – Futureshock, Live from Type, London
- 19/10/2003 – Wally Lopez
- 26/10/2003 – The Rapture
- 02/11/2003 – Fatboy Slim, Live In Brighton
- 02/11/2003 – Tula One, Live In Brighton
- 09/11/2003 – Phil Hartnoll, Live from Tribal Gathering
- 09/11/2003 – Greg Vickers and Krysko, Live from Tribal Gathering
- 16/11/2003 – Lee Coombs
- 23/11/2003 – Ralph Lawson
- 30/11/2003 – DJ Gregory
- 07/12/2003 – Valentino Kanzyani
- 14/12/2003 – Yousef, Live at Circus, Liverpool
- 14/12/2003 – DJ Heather, Live at Circus, Liverpool
- 21/12/2003 – Paul van Dyk
- 28/12/2003 – Erick Morillo

### 2004
- 04/01/2004 – Infusion
- 11/01/2004 – Switch
- 18/01/2004 – Aldrin
- 25/01/2004 – Adam Sheridan
- 01/02/2004 – DJ Touche
- 08/02/2004 – Ferry Corsten
- 15/02/2004 – Pete Tong, Live at Syndicate, Blackpool
- 22/02/2004 – James Zabiela
- 29/02/2004 – Harry Romero
- 07/03/2004 – Pete Tong, Live from Ultrafest, Miami
- 07/03/2004 – Sander Kleinenberg, Live from Ultrafest, Miami
- 14/03/2004 – Rob Tissera
- 21/03/2004 – DJ Marky and XRS
- 28/03/2004 – Christopher Lawrence
- 04/04/2004 – Armand Van Helden
- 11/04/2004 – Dave Clarke
- 18/04/2004 – Paul Woolford
- 25/04/2004 – Armin van Buuren
- 25/04/2004 – Tall Paul
- 02/05/2004 – Rob Da Bank and The Cuban Brothers
- 09/05/2004 – Sasha and Digweed, at Renaissance
- 16/05/2004 – Danny Rampling
- 23/05/2004 – Junior Jack and Kid Creme
- 30/05/2004 – Plump DJs, Live at Homelands
- 30/05/2004 – Danny Howells, Live at Homelands
- 06/06/2004 – Above and Beyond
- 13/06/2004 – Gilles Peterson, Live from Lisbon
- 13/06/2004 – Pepe Bradock, Live from Lisbon
- 13/06/2004 – Rui Vargas, Live from Lisbon
- 20/06/2004 – Craig Richards
- 27/06/2004 – Sander Kleinenburg, Live from Glustonburg Festival
- 27/06/2004 – Seb Fontaine, Live from Glustonburg Festival
- 27/06/2004 – Timo Maas, Live from Glustonburg Festival
- 04/07/2004 – BK, Live at Big Gay Out
- 04/07/2004 – Pete Wardman, Live at Big Gay Out
- 11/07/2004 – Behrouz
- 18/07/2004 – Judge Jules, Live from The Tidy Weekender
- 18/07/2004 – Lee Haslam, Live from The Tidy Weekender
- 18/07/2004 – Tidy Boys, Live from The Tidy Weekender
- 25/07/2004 – Stanton Warriors
- 01/08/2004 – Paolo Mojo
- 08/08/2004 – Seb Fontaine, Live from Cream, Amnesia
- 08/08/2004 – Paul Oakenfold, Live from Cream, Amnesia
- 08/08/2004 – Eddie Halliwell, Live from Cream, Amnesia
- 08/08/2004 – Nic Fanciulli, Live from Cream, Amnesia
- 15/08/2004 – Sandra Collins
- 22/08/2004 – Scratch Perverts
- 29/08/2004 – Deep Dish, Live at Creamfields
- 05/09/2004 – Slam
- 12/09/2004 – Dave Seaman
- 19/09/2004 – Mylo, Live at One Big Weekend, Birmingham
- 19/09/2004 – X-Press 2, Live at One Big Weekend, Birmingham
- 19/09/2004 – Darren Emerson, Live at One Big Weekend, Birmingham
- 19/09/2004 – DJ Tiësto, Live at One Big Weekend, Birmingham
- 19/09/2004 – Groove Armada, Live at One Big Weekend, Birmingham
- 26/09/2004 – Mark Knight & Martijn Ten Velden
- 03/10/2004 – Desyn Masiello
- 10/10/2004 – Marco V
- 17/10/2004 – Mutiny
- 24/10/2004 – Bugz In The Attic
- 31/10/2004 – King Unique
- 07/11/2004 – Matthew Dekay
- 14/11/2004 – Meat Katie
- 21/11/2004 – Timo Maas
- 28/11/2004 – Blackstrobe
- 05/12/2004 – Lisa Lashes
- 12/12/2004 – Roni Size
- 19/12/2004 – Kings of Tomorrow
- 26/12/2004 – Above and Beyond, Mix Of The Year

### 2005
- 02/01/2005 – Radio Soulwax
- 09/01/2005 – High Contrast (replay of his 06/04/2003 Essential Mix)
- 16/01/2005 – Jon O’Bir
- 23/01/2005 – David Guetta
- 30/01/2005 – Pete Heller
- 06/02/2005 – Nic Fanciulli, Live from Club Class
- 06/02/2005 – Pete Tong, Live from Club Class
- 13/02/2005 – Eddie Halliwell
- 20/02/2005 – Ben Watt
- 27/02/2005 – Krafty Kuts
- 06/03/2005 – Silicone Soul
- 13/03/2005 – Eric Prydz
- 20/03/2005 – Evil Nine
- 27/03/2005 – Desyn Masiello, Live from Miami WMC
- 27/03/2005 – Murk, Live from Miami WMC
- 27/03/2005 – Gabriel & Dresden, Live from Miami WMC
- 03/04/2005 – Yoji Biomehanika
- 10/04/2005 – Mylo
- 17/04/2005 – Hernan Cattaneo, Live from Skolbeats, Brazil
- 17/04/2005 – Pete Tong, Live from Skolbeats, Brazil
- 17/04/2005 – Patife, Live from Skolbeats, Brazil
- 17/04/2005 – Layo and Bushwacka, Live from Skolbeats, Brazil
- 24/04/2005 – DJ Tiësto, Live from Disneyland Paris
- 01/05/2005 – Andy C
- 08/05/2005 – Dave Pearce, Live at Radio 1's Big Weekend, Sunderland
- 08/05/2005 – Fergie, Live at Radio 1's Big Weekend, Sunderland
- 08/05/2005 – Mauro Picotto, Live at Radio 1's Big Weekend, Sunderland
- 15/05/2005 – Tom Middleton
- 22/05/2005 – Sasha, Live at Maida Vale
- 29/05/2005 – Bob Sinclar
- 05/06/2005 – Tom Neville
- 12/06/2005 – Anne Savage
- 19/06/2005 – Deep Dish
- 26/06/2005 – James Lavelle, Live from Glastonbury
- 26/06/2005 – Darren Emerson, Live from Glastonbury
- 09/07/2005 – Masters At Work
- 10/07/2005 – Richie Hawtin and Ricardo Villalobos, Live from T in the Park
- 10/07/2005 – DJ Sneak, Live from T in the Park
- 17/07/2005 – Steve Lawler
- 24/07/2005 – Martin Solveig
- 31/07/2005 – Pete Tong, Live from Global Gathering
- 31/07/2005 – Roger Sanchez, Live from Global Gathering
- 31/07/2005 – Paul Van Dyk, Live from Global Gathering
- 31/07/2005 – Fergie, Live from Global Gathering
- 31/07/2005 – John Digweed, Live from Global Gathering
- 07/08/2005 – Tiësto, Live at Amnesia, Ibiza
- 14/08/2005 – Erick Morillo Live from Space, Ibiza
- 14/08/2005 – Pete Tong Live from Space, Ibiza
- 14/08/2005 – Above & Beyond live from Space, Ibiza
- 14/08/2005 – Judge Jules live from Space, Ibiza
- 14/08/2005 – Laurent Garnier live from Space, Ibiza
- 14/08/2005 – Deep Dish live from Space, Ibiza
- 14/08/2005 – Fergie live from Space, Ibiza
- 21/08/2005 – Tanya Vulcano, Live from DC10, Ibiza
- 21/08/2005 – Loco Dice, Live from DC10, Ibiza
- 28/08/2005 – Wally Lopes, Live from Pacha, Ibiza
- 04/09/2005 – Murk
- 11/09/2005 – Audio Bullys
- 18/09/2005 – Pendulum
- 25/09/2005 – Steve Angello & Sebastian Ingrosso
- 02/10/2005 – Paul Woolford
- 09/10/2005 – Tidy Boys, Live from the Tidy Weekender
- 09/10/2005 – Amber D, Live from the Tidy Weekender
- 16/10/2005 – Chris Liebing
- 23/10/2005 – Matt Hardwick
- 30/10/2005 – Joey Negro
- 06/11/2005 – M.A.N.D.Y.
- 13/11/2005 – Tom Novy
- 20/11/2005 – C2C, DMC World Team Mix Champions
- 20/11/2005 – ie. MERGE, DMC World Individual Mix Champion
- 27/11/2005 – Rennie Pilgrim
- 04/12/2005 – Erol Alkan
- 11/12/2005 – Shy FX
- 18/12/2005 – DJ Hell
- 25/12/2005 – Danny Rampling

### 2006
- 01/01/2006 – Sasha at Maida Vale, Essential Mix of The Year 2005
- 08/01/2006 – François Kevorkian
- 15/01/2006 – Caged Baby
- 22/01/2006 – Yousef
- 29/01/2006 – Coldcut
- 05/02/2006 – Layo and Bushwacka!
- 12/02/2006 – Grime & Dubstep Special
- 19/02/2006 – Armin van Buuren, Live at Trance Energy
- 19/02/2006 – Judge Jules, Live at Trance Energy
- 26/02/2006 – Pete Tong, Live from Ministry of Sound
- 05/03/2006 – Alex Smoke
- 12/03/2006 – Col Hamilton and Pete Tong, Live from Lush’s 10th Birthday
- 19/03/2006 – James Holden & Nathan Fake, Border Community
- 26/03/2006 – Desyn Masiello, Demi & Omid 16b (Daylight Savings Special 3-Hour Mix)
- 02/04/2006 – Josh Wink & Mark Farina, Live From Miami WMC
- 09/04/2006 – Tiga
- 16/04/2006 – Friction
- 23/04/2006 – Nic Fanciulli
- 30/04/2006 – Paul Oakenfold
- 07/05/2006 – Gabriel & Dresden
- 13/05/2006 – BBC Radio One Live from Dundee
- 21/05/2006 – MYNC Project
- 28/05/2006 – Tiefschwarz
- 04/06/2006 – Paul Van Dyk Live from Coloursfest
- 11/06/2006 – Damian Lazarus
- 18/06/2006 – Shapeshifters
- 25/06/2006 – Sander Van Doorn
- 02/07/2006 – Booka Shade
- 09/07/2006 – Jeff Mills and Slam Live from T in the Park
- 16/07/2006 – Max Graham
- 23/07/2006 – Ame
- 30/07/2006 – Fatboy Slim, Live from Global Gathering 2006
- 30/07/2006 – Deep Dish, Live from Global Gathering 2006
- 30/07/2006 – DJ Tiësto, Live from Global Gathering 2006
- 30/07/2006 – Ferry Corsten, Live from Global Gathering 2006
- 06/08/2006 – Erick Morillo, Best Of Radio 1's Decade in Ibiza Party
- 06/08/2006 – Above & Beyond, Best Of Radio 1's Decade in Ibiza Party
- 06/08/2006 – Laurent Garnier, Best Of Radio 1's Decade in Ibiza Party
- 07/08/2006 – Sander Van Doorn, Live from Eden, Ibiza
- 07/08/2006 – Judge Jules, Live from Eden, Ibiza
- 08/08/2006 – Andre Galluzzi, Live from Amnesia, Ibiza
- 08/08/2006 – Sven Vath, Live from Amnesia, Ibiza
- 09/08/2006 – John Digweed, Live from Space, Ibiza
- 09/08/2006 – Carl Cox, Live from Space, Ibiza
- 10/08/2006 – DJ Oliver, Live from Space, Ibiza
- 11/08/2006 – Fergie, Live from Meganite, Ibiza
- 12/08/2006 – Pete Tong, Live from Pacha, Ibiza
- 13/08/2006 – Steve Lawler, Live from Pacha, Ibiza (Radio 1 in Ibiza Week Special 6-Hour Mix)
- 13/08/2006 – Fergie, Live from Cafe Mambo, Ibiza
- 13/08/2006 – Paul Oakenfold, Live from Amnesia, Ibiza
- 13/08/2006 – Steve Angello, Live from Amnesia, Ibiza
- 13/08/2006 – Mauro Picotto, Live from Meganite, Ibiza
- 13/08/2006 – Lisa Lashes, Live from Eden, Ibiza
- 20/08/2006 – Axwell
- 27/08/2006 – Seb Fontaine and Steve Lawler Live from SW4, Clapham Common, London
- 03/09/2006 – Kerri Chandler
- 10/09/2006 – Paul Van Dyk and Christopher Lawrence
- 17/09/2006 – Tom Stephan
- 24/09/2006 – Fergie Live from Lush
- 01/10/2006 – Bob Sinclar
- 08/10/2006 – Marcel Woods & Tidy Boys Live From The Tidy Weekender
- 15/10/2006 – Trentemøller
- 22/10/2006 – Pete Tong & Scott Bradford Live From Digital Newcastle
- 29/10/2006 – Andy Cato
- 05/11/2006 – Dan Ghenacia
- 12/11/2006 – Optimo
- 19/11/2006 – Mark Knight
- 26/11/2006 – DJ Yoda
- 03/12/2006 – Paul Harris
- 10/12/2006 – Adam Beyer
- 17/12/2006 – Sharam
- 24/12/2006 – Armin van Buuren
- 31/12/2006 – Trentemøller, Essential Mix of the Year 2006

### 2007
- 07/01/2007 – Mark Ronson
- 14/01/2007 – DJ Pierre
- 21/01/2007 – Gabriel Ananda
- 28/01/2007 – Seamus Haji
- 04/02/2007 – Radio Slave
- 11/02/2007 – John Askew
- 18/02/2007 – Danny Howells
- 25/02/2007 – Tayo
- 04/03/2007 – Eric Prydz
- 11/03/2007 – DJ Spen
- 18/03/2007 – Groove Armada
- 25/03/2007 – WMC Part 1 – Frankie Knuckles & DJ Dan
- 01/04/2007 – WMC Part 2 – Nic Fanciulli, James Zabiela & Richie Hawtin
- 08/04/2007 – Goldie
- 15/04/2007 – Phil Kieran
- 22/04/2007 – Fergie
- 29/04/2007 – Steve Porter
- 06/05/2007 – Lindstrøm & Prins Thomas
- 13/05/2007 – D Ramirez
- 20/05/2007 – Tong, Live at Feel, PR1 for Radio 1's Big Weekend After Show
- 20/05/2007 – Simian Mobile Disco, Live at Feel, PR1 for Radio 1's Big Weekend After Show
- 20/05/2007 – Jules, Live at Goodgreef, 53 Degrees
- 20/05/2007 – Kutski, Live at Goodgreef, 53 Degrees
- 27/05/2007 – Carl Cox
- 03/06/2007 – Simon Foy, Live at Coloursfest
- 03/06/2007 – Marco V, Live at Coloursfest
- 10/06/2007 – Justice
- 17/06/2007 – Skream
- 24/06/2007 – Rene Amesz
- 01/07/2007 – Mauro Picotto
- 08/07/2007 – Unabombers + Layo & Bushwacka
- 15/07/2007 – Digitalism
- 22/07/2007 – Soul Of Man
- 28/07/2007 – David Guetta, Live from Global Gathering
- 28/07/2007 – Erol Alkan, Live from Global Gathering
- 28/07/2007 – Sven Vath, Live from Global Gathering
- 28/07/2007 – Paul van Dyk, Live from Global Gathering
- 05/08/2007 – Chris Lake
- 12/08/2007 – Sasha, Live from Ibiza
- 12/08/2007 – The Swedes, Live from Ibiza
- 12/08/2007 – Eddie Halliwell, Live from Ibiza
- 19/08/2007 – Alex Wolfenden
- 26/08/2007 – Factory & Hacienda Special to celebrate the life of Tony Wilson
- 02/09/2007 – Dubfire
- 09/09/2007 – Above & Beyond & Markus Schulz Live from Planet Love
- 16/09/2007 – Diplo
- 23/09/2007 – Fedde Le Grand
- 30/09/2007 – Krysko, Layo & Bushwacka, Armand Van Helden and Felix Da Housecat, Live from The Warehouse Project launch in Manchester
- 07/10/2007 – High Contrast
- 13/10/2007 – John Digweed, Live from The Warehouse Project in Manchester
- 20/10/2007 – Seb Fontaine
- 27/10/2007 – Pete Tong & Armin van Buuren Live from Cream 15th’s Birthday
- 03/11/2007 – Bodyrox
- 10/11/2007 – Claude VonStroke
- 17/11/2007 – Harri & Domenic Sub Club Special
- 24/11/2007 – Umek
- 01/12/2007 – Mr Scruff and DJ Marky with Dynamite MC
- 08/12/2007 – Nic Fanciulli + James Zabiela
- 15/12/2007 – Streetlife DJs
- 22/12/2007 – David Guetta, Axwell, and Pete Tong from the Warehouse Project
- 29/12/2007 – Hot Chip
- 31/12/2007 – Essential Mix of the Year: High Contrast

### 2008
- 01/01/2008 – Essential Sunset Mix for New Years Day chillout
- 05/01/2008 – The Count & Sinden
- 12/01/2008 – Gareth Emery
- 19/01/2008 – TC
- 26/01/2008 – Luciano
- 02/02/2008 – Benga
- 09/02/2008 – Mark Brown
- 16/02/2008 – Hernan Cattaneo
- 23/02/2008 – Lidback Luke
- 01/03/2008 – Adam Freeland
- 08/03/2008 – Copyright
- 15/03/2008 – Matthew Dear
- 22/03/2008 – Shlomi Aber
- 29/03/2008 – Deep Dish and Cedric Gervais in Miami
- 05/04/2008 – Carl Cox + Moby live from Ultra, Miami
- 12/04/2008 – Martin Doorly + Pete Tong from Afterparty, Huddersfield
- 19/04/2008 – Judge Jules + (†Barry Connell†) from Inside Out, Glasgow
- 26/04/2008 – Kissy Sell Out with Jaymo + Andy George from Moda, Lincoln
- 03/05/2008 – Annie Mac introduces Tom Maddicott
- 10/05/2008 – Sébastien Léger
- 17/05/2008 – Alex Kidd
- 24/05/2008 – MSTRKRFT
- 31/05/2008 – Dirty South
- 07/06/2008 – Bassline special with DJ Q
- 14/06/2008 – Groove Armada in Ibiza + Richard Durand/Paul van Dyk at Coloursfest
- 21/06/2008 – Crookers
- 28/06/2008 – Roger Sanchez
- 05/07/2008 – James Zabiela + Booka Shade
- 12/07/2008 – John O’Callaghan
- 19/07/2008 – Deadmau5
- 26/07/2008 – Kris Menace & Fred Falke
- 02/08/2008 – Steve Aoki’s Ibiza Mixtape
- 03/08/2008 – Radio 1 na Ibizie
- 09/08/2008 – Chase & Status
- 16/08/2008 – Paolo Mojo
- 24/08/2008 – Pete Tong, Sasha, Eric Prydz, 2 Many DJs & Noisia, 5-hour special live from Creamfields
- 30/08/2008 – Peace Division
- 06/09/2008 – Mason
- 13/09/2008 – Mauro Picotto, Sander van Doorn live from PlanetLove
- 20/09/2008 – Riton
- 27/09/2008 – Dennis Ferrer
- 04/10/2008 – John Dahlbäck
- 11/10/2008 – Deadmau5 & Pete Tong live from Warehouse Project, Manchester
- 18/10/2008 – Calvin Harris
- 25/10/2008 – Steve Mac
- 01/11/2008 – James Lavelle and Pete Tong
- 08/11/2008 – London Elektricity
- 15/11/2008 – A-Trak & Erol Alkan live from 2020 Rocks, Bournemouth
- 22/11/2008 – Loco Dice
- 29/11/2008 – Flying Lotus
- 06/12/2008 – Markus Schulz
- 13/12/2008 – Rusko
- 20/12/2008 – Slam
- 27/12/2008 – Swedish House Mafia, live from Warehouse Project, Manchester

### 2009
- 02/01/2009 – Flying Lotus, Essential Mix roku 2008
- 03/01/2009 – Jesse Rose
- 10/01/2009 – Funkagenda
- 17/01/2009 – Greg Wilson
- 26/01/2009 – Josh Wink
- 31/01/2009 – ATFC
- 07/02/2009 – Mr Scruff
- 14/02/2009 – Sean Tyas
- 21/02/2009 – Herve
- 28/02/2009 – Blame
- 07/03/2009 – 07/03/2009 The world’s best DJs take over on BBC Radio 1's Essential Mix.
- 14/03/2009 – Fake Blood
- 21/03/2009 – Marc Romboy
- 28/03/2009 – Gui Boratto
- 04/04/2009 – Tiga
- 11/04/2009 – Carl Cox
- 18/04/2009 – Joris Vorn
- 25/04/2009 – Sub Focus (Essential mix roku 2009 2. miejsce)
- 02/05/2009 – Toddla T
- 16/05/2009 – Steve Lawler
- 23/05/2009 – Laurent Garnier
- 30/05/2009 – Armin van Buuren
- 06/06/2009 – Style of Eye
- 13/06/2009 – Paul Ritch
- 20/06/2009 – Sander Van Doorn
- 27/06/2009 – Friendly Fires
- 04/07/2009 – Erick Morillo
- 11/07/2009 – Caspa
- 19/07/2009 – Exit Festival Special
- 26/07/2009 – Switch and Diplo
- 01/08/2009 – Radio 1 in Ibiza – Part 1 (From Wonderland in Ibiza) Deadmau5, Luciano (Essential Mix roku 2009 3. miejsce)
- 08/08/2009 – Radio 1 in Ibiza – Part 2
- 15/08/2009 – Steve Bug
- 22/08/2009 – Felix da Housecat
- 29/08/2009 – Sharam(Essential Mix roku 2009)
- 05/09/2009 – Creamfields Special
- 12/09/2009 – Crazy Cousinz
- 19/09/2009 – James Talk
- 26/09/2009 – Paul van Dyke
- 03/10/2009 – Jamie Jones
- 10/10/2009 – Boys Noize
- 17/10/2009 – Terry Francis and DJ Hype
- 24/10/2009 – Dusty Kid
- 31/10/2009 – Sasha – Maida Vale, 2005
- 07/11/2009 – DJ Medhi and Busy P
- 14/11/2009 – DJ Zinc
- 21/11/2009 – Simon Patterson
- 29/11/2009 – Hudson Mohawke
- 05/12/2009 – Tocadisco
- 12/12/2009 – Reboot
- 19/12/2009 – The Twelves
- 26/12/2009 – Warehouse Project Manchester Calvin Harris
- 26/12/2009 – Sharam – The Essential Mix of the Year
- 28/12/2009 – Switch and Diplo
- 29/12/2009 – Sub Focus powtórka seta
- 30/12/2009 – Toddla T powtórka seta
- 31/12/2009 – Greg Wilson

### 2010
- 09/01/2010 – Simian Mobile Disco
- 16/01/2010 – Christian Smith
- 23/01/2010 – Four Tet
- 30/01/2010 – Live from Sugarbeat in Edinburgh, Annie Mac, Hostage.
- 06/02/2010 – Riva Starr
- 13/02/2010 – John 00 Fleming
- 20/02/2010 – Jack Beats
- 27/02/2010 – FaithlessSound System
- 06/03/2010 – In New Music We Trust Live
- 13/03/2010 – Noisia
- 20/03/2010 – Sebastien Leger
- 27/03/2010 – Audio Bullys
- 03/04/2010 – James Zabiela
- 10/04/2010 – Buraka Som Sistema
- 17/04/2010 – Ferry Corsten
- 24/04/2010- 500. wydanie Essential Mix live from Liverpool